# Eve Meyer
Eve Meyer, geboren als Evelyn Eugene Turner (13 december 1928 - 27 maart 1977) was een Amerikaanse actrice en model.

## Levensloop en carrière
Turner begon haar carrière in 1955 in de film Artists and Models. In datzelfde jaar poseerde ze voor Playboy. Ze werkte vaak als model voor Russ Meyer met wie ze huwde in 1959. Samen met hem produceerde ze exploitatiefilms zoals Faster, Pussycat! Kill! Kill!. In 1977 was ze betrokken bij de grootste vliegtuigramp uit de geschiedenis van de luchtvaart. Bij de vliegtuigramp van Tenerife kwam Meyer om, net als meer dan 500 anderen.